# 东非保护国
东非保护国，又称英属东非，曾经为英国在非洲东部的一个殖民地，范围相当于今肯尼亚的大部分地区。总面积639,209 km²。19世纪晚期，该地被英国控制。至1920年，该地为英国的“保护国”。1920年，改为“英属肯尼亚”。